# 서칭 포 슈가맨
서칭 포 슈가맨(Searching for Sugar Man)은 2012년 개봉한 스웨덴/영국의 다큐멘터리 영화이다. 미국에서는 무명에 가까운 가수였으나 남아프리카공화국에서는 자신도 모르는 사이 슈퍼스타가 된 가수 식스토 로드리게즈의 삶을 흥미진진하게 조명한다.

## 출연

### 주연
- 말릭 벤젤룰
- 로드리게즈

## 기타
- 프로듀서: 존 밧섹
- 프로듀서: 니콜 스톳